# Circle the Wagons
Circle the Wagons este cel de-al paisprezecelea album de studio al formației Darkthrone. Circle the Wagons e o expresie care înseamnă a adopta o atitudine defensivă; expresia provine de la obiceiul coloniștilor din Vestul Sălbatic de a-și aranja căruțele într-un cerc pentru a se putea apăra mai eficient împotriva unor eventuale atacuri ale indienilor.
Fenriz descrie stilul albumului ca "propria noastră marcă de heavy metal/speed metal-punk".
Revista Terrorizer a clasat Circle the Wagons pe locul 9 în clasamentul "Cele mai bune 40 de albume ale anului 2010".

## Lista pieselor
1. "Those Treasures Will Never Befall You" - 04:21
2. "Running For Borders" - 04:04
3. "I Am The Graves Of The 80s" - 03:07
4. "Stylized Corpse" - 07:33
5. "Circle The Wagons" - 02:46
6. "Black Mountain Totem" - 05:36
7. "I Am The Working Class" - 05:08
8. "Eyes Burst At Dawn" - 03:49
9. "Bränn inte slottet" (Nu incendia castelul) - 04:37

## Personal
- Fenriz - baterie, vocal
- Nocturno Culto - vocal, chitară, chitară bas

## Clasament
| Țara     | Poziția |
| -------- | ------- |
| Grecia   | 35      |
| Norvegia | 23      |